# August Costenoble
August Costenoble (Brugge, 19 januari 1894 - 31 januari 1976) was een Belgisch kunstschilder, behorende tot de Brugse School..

## Levensloop
Hij was een zoon van mandenmaker Joseph-Julien Costenoble en van Marie Van Hulle en een kleinzoon van Francisca Detelder, bekend in Brugge als de volksfiguur Kaatje Sukereitje (1824-1921). Hij trouwde met Jeannette De Coninck. Hun enige zoon stierf toen hij zes jaar was.
Costenoble volgde de lessen aan de Stedelijke Kunstacademie, voornamelijk bij Karel Rousseau. Hij trok ook naar Antwerpen en volgde er lessen bij Juliaan De Vriendt.
Hij vestigde zich in de Korte Winkel, enerzijds als binnenhuisdecorateur, anderzijds als leraar schilder- en decoratiekunst. Mettertijd werd hij voltijds kunstschilder.
In 1935 was hij een van de stichters van de Kring Hedendaagsche Kunst en werd er ondervoorzitter van. Hij zette zich in voor het organiseren van tentoonstellingen en voordrachten. Hij werd later ook lid van de Brugse Kring 46.
Costenoble was in de eerste en voornaamste plaats schilder van het melancholische, rustige en mistige Brugge en van de omliggende polders. Daarnaast schilderde hij portretten, marines en bloemen. Hij trok ook graag naar Zuid-Frankrijk, meer bepaald naar Provence en Auvergne, evenals naar Italië. Hij bracht er kleurige doeken uit mee.
Costenoble hield niet minder dan 75 tentoonstellingen van zijn werk, waarvan een vijftigtal in Brugge. In 1947 stelde hij tentoon in een groepstentoonstelling in Ronse ter gelegenheid van de zomerkermis. Hij bouwde aldus een trouw cliënteel op. Zijn werken hangen, tot op vandaag, in menig Brugs burgerhuis.